# جان مارکو فراری
جان مارکو فراری (ایتالیایی: Gian Marco Ferrari؛ زادهٔ ۱۵ مهٔ ۱۹۹۲) بازیکن فوتبال اهل ایتالیا است.

## باشگاهی
از باشگاه‌هایی که در آن بازی کرده‌است می‌توان به پارما، کروتونه، ساسوئولو و سمپدوریا اشاره کرد.